# PostFinance-Arena
Die PostFinance-Arena in Bern ist mit momentan 17'031 Plätzen die grösste Eissporthalle der Schweiz und eine der grössten Eissporthallen Europas. 

## Geschichte
Das Eisstadion Allmend wurde 1967 eröffnet und 1970 erhielt die Spielstätte ein Dach. Besonders charakteristisch ist die riesige Stehplatztribüne mit einer Kapazität von 9'778 Plätzen – die weltweit grösste in einem Eishockeystadion. Seit 2007 ist die PostFinance, Tochtergesellschaft der staatlichen Schweizerischen Post, Namenspartner der Heimat des Eishockeyclubs SC Bern. Anfang Januar 2025 wurde die Einigung der Partner auf eine Verlängerung bis zum Saisonende 2026/27 bekannt.
Die PostFinance-Arena war Hauptspielort der Eishockey-Weltmeisterschaft 2009. Die Arena wurde deshalb vor und während der Saison 2008/09 umfassend saniert, ohne den Spielbetrieb zu beeinträchtigen.

## Zuschauer
Die PostFinance-Arena, welche früher Eisstadion Allmend, Allmendstadion bzw. BernArena hiess, dient dem Eishockeyclub SC Bern als Spielstätte, der mit über 16'000 Zuschauern im Schnitt europaweit den Spitzenrang belegt. Die Zuschauerzahlen sanken zwischenzeitlich, auf Grund ausbleibender Erfolge, so dass z. B. in der Saison 2000/01 im Durchschnitt „nur“ rund 10'276 Zuschauer die Spiele besuchten. Innerhalb von vier Jahren stieg der Schnitt jedoch wieder an und bewegt sich seither zwischen 15'000 und 16'000 Zuschauern pro Spiel. In der Saison 2008/09 stellte der SC Bern in der PostFinance-Arena mit 16'203 Zuschauern im Schnitt zum fünften Mal in Folge einen Europarekord auf.

## Sanierung

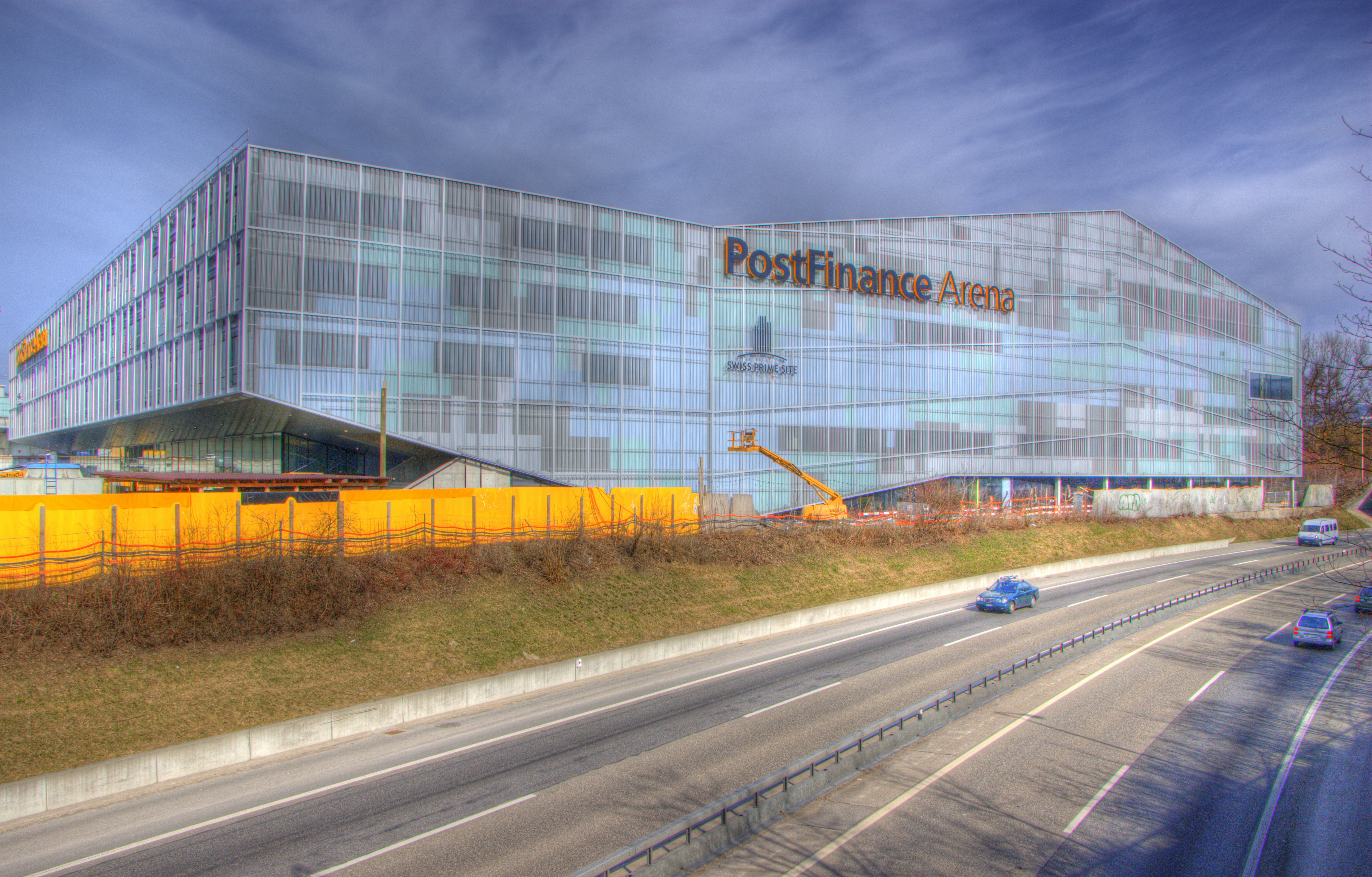
Aussenansicht

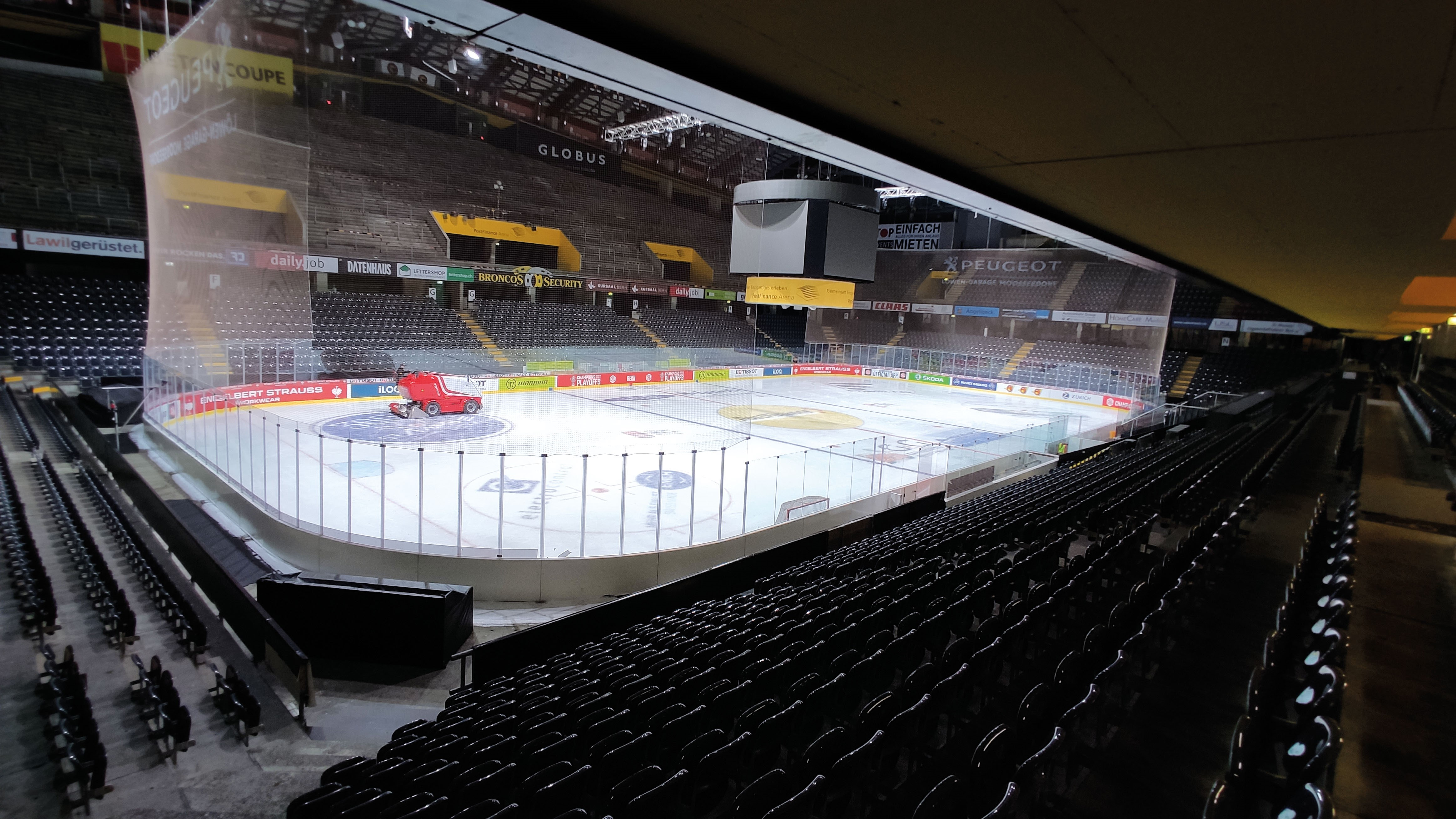
Innensicht

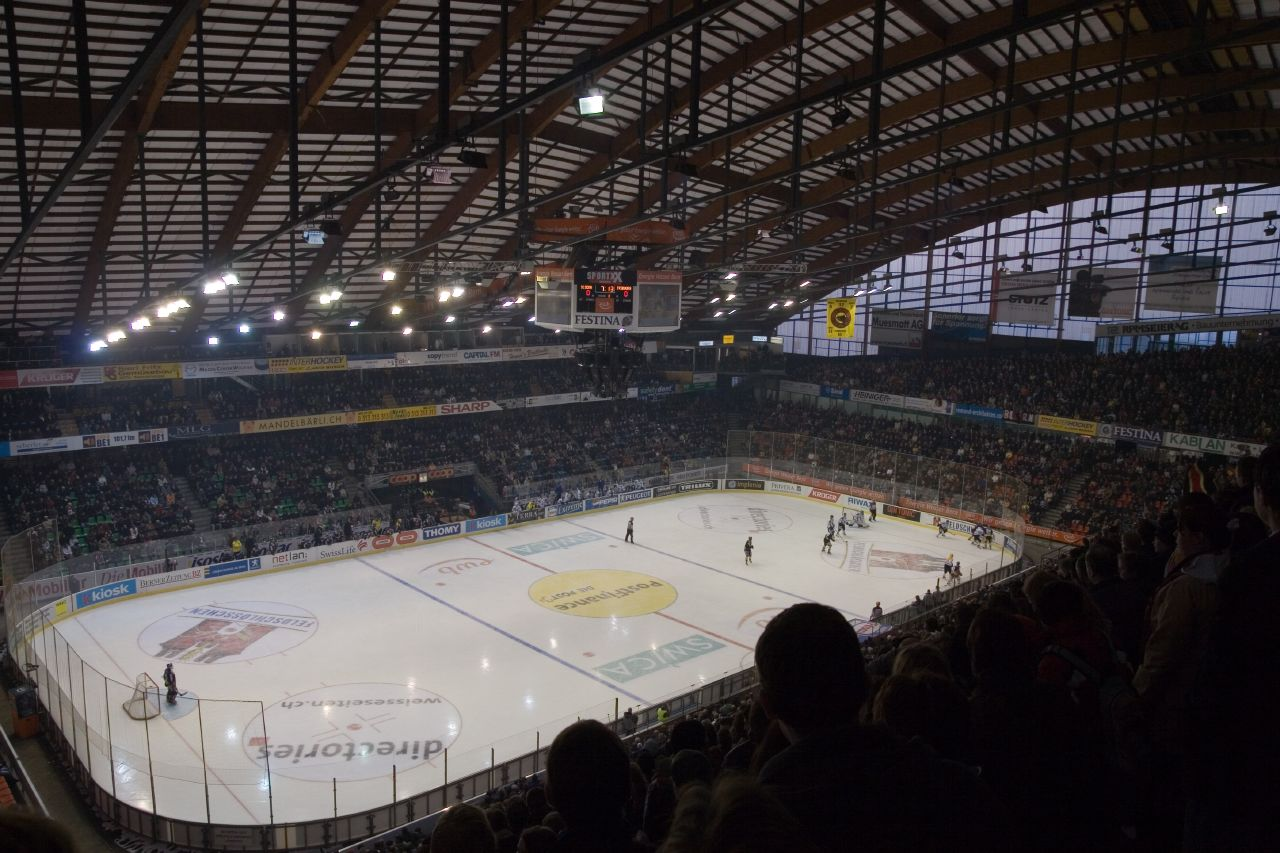
Blick von der Tribüne

Im Hinblick auf die Eishockey-Weltmeisterschaft der Herren 2009 wurde die BernArena für 105 Mio. CHF durch die Totalunternehmung HRS Hauser Rutishauser Suter AG in Bern umfassend saniert, umgebaut und erhielt den neuen Namen PostFinance-Arena durch den Sponsor PostFinance.
Die Kernstücke der Umbauarbeiten waren:
- Stehrampe und Sitzplätze

Der Innenbereich des Stadions blieb weitgehend erhalten, insbesondere die steile Rampe mit über 10'000 Stehplätzen. Durch den Umbau der beiden oberen Tribünen hinter den Toren und die Neugestaltung des VIP-Bereichs wurden etwa 1'500 zusätzliche Sitzplätze geschaffen. Die PostFinance-Arena bietet nun 17'031 Zuschauern Platz.
- Neue V.I.P.-Zone

Die bisherige V.I.P.-Zone wurde abgerissen und in einen neuen fünfgeschossigen Anbau integriert. Insgesamt entstanden 21 V.I.P.-Logen. Die Anzahl V.I.P.-Sitzplätze wurde um etwa 500 erhöht. Im Anbau sind zudem Restaurationsbetriebe und der neue Medienbereich untergebracht.
- Trainingshalle und Dienstleistungszentrum

Der fünfgeschossige Anbau dient zusätzlich als Dienstleistungszentrum. Das tiefliegende öffentliche Eisfeld vor dem Stadion ist einer unterirdischen Trainingshalle mit 500 Zuschauerplätzen und 140 zusätzlichen Parkplätzen für das Dienstleistungszentrum gewichen. Neu wird ein Teil des ebenerdigen Platzes zwischen Curlinghalle und PostFinance-Arena im Winter als öffentliche Eisfläche genutzt. Im Sommer steht die Fläche für verschiedene Veranstaltungen zur Verfügung.
- Neue Audio- und Video-Technik

Der Medienwürfel über dem Eisfeld soll durch eine moderne Version ersetzt werden. Ebenso wurde das gesamte Beschallungssystem in der Eishalle sowie den umliegenden Räumlichkeiten erneuert.
- Imposante Fassade

Die Aussenhülle der PostFinance-Arena wurde mit kubusartigen Elementen verkleidet, die nachts stimmungsvoll beleuchtet werden können. Zusätzlich erhielt die PostFinance-Arena ein neues Stadionlogo, das von mehreren Seiten gut zu erkennen ist.

### Zukünftige Sanierung oder Neubau des Stadions
(Quelle: )
- Aktuelle Situation

Der V.I.P.-Bereich des alten Stadions entspricht den modernen Anforderungen, jedoch ist der Komfort für die normalen Zuschauer im Vergleich zu anderen Stadien (außer in Genf) suboptimal. Das Stadion des SCB ist mit Ausnahme des Servette-Stadions das zweitälteste in der Liga. Ein zentraler Punkt ist die Zukunft der großen Stehrampe («die Wand» mit 11.396 Plätzen), die entweder erhalten, verkleinert oder durch Sitzplätze ersetzt werden könnte. Dazu kommt die Frage, wie Stehplätze in einem möglichen Neubau gestaltet werden und wie viele Zuschauer das neue Stadion fassen könnte (aktuell 17.031 Plätze).
- Standortfrage:

Es gibt Überlegungen, ob das Stadion auf städtischem Boden oder auf dem nahegelegenen Terrain der Gemeinde Ostermundigen gebaut werden soll. Ein Neubau in Ostermundigen könnte politisch einfacher umzusetzen sein.
- Zeitplan:

Marc Lüthi hat das Ziel gesetzt, dass das neue Stadion bis 2030 eröffnet wird. Die Entscheidung zur Stadionfrage soll zügig getroffen werden.

## Nutzung
Das Stadion ist zwar in erster Linie für Eishockey konzipiert, kann aber auch für andere Sportarten und Events genutzt werden:

### Sport
- Eissport: Eiskunstlauf, Curling und Eisshows
- Ballsportarten: Basketball, Volleyball, Handball, Tennis etc.
- Motocrossrennen
- Turnen
- Kart-Rennen
- Reitturniere (Dressur und Springreiten)
- Boxen (WBC-WM-Kampf vom 12. Dezember 2009 zwischen Vitali Klitschko und Kevin Johnson)

### Musik
- Konzerte

### Grosskongresse
- Generalversammlungen
- Produktpräsentationen
- Mitarbeiteranlässe
- Kongressmessen

### Party/Festivals
- Beach-, Technopartys
- Musikfestivals
- Kinofestivals

## Technische Daten
- Halleneisfeld: 2'400 m²
- Trainingshalle: 2'310 m²
- Ausseneisfeld: 2'400 m²
- Gesamteisfläche: ca. 7'110 m²

## Das Stadion vor dem Umbau

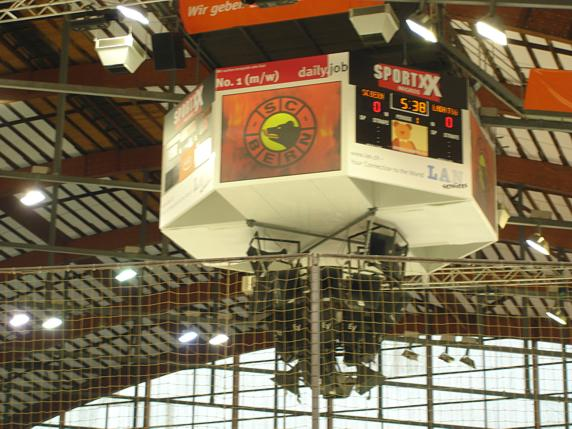
Ehemaliger Videotron
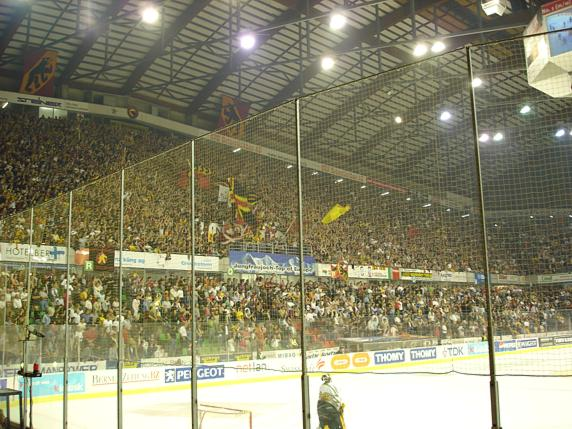
Fans von der Seite
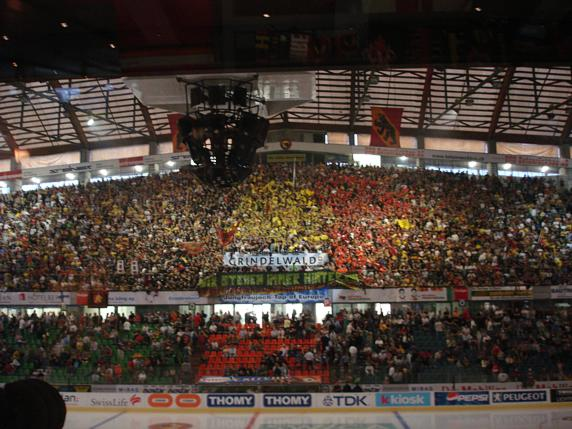
Fans von vorne

## Anmerkung
1. ↑  „Die Abgeltungssumme beträgt 1,046 Millionen Franken pro Betriebsjahr“: https://www.bern.ch/mediencenter/medienmitteilungen/aktuell_ptk/bern-arena-stadion-ag-leistungsvertrag-2021-2025-1